# عائلة حاحا (مسلسل)
عائلة حاحا مسلسل كوميدي، مصري من إنتاج سنة 2017. المسلسل من إخراج رائد لبيب،
وتأليف طلعت زكريا، ومن بطولة طلعت زكريا ، نادية العراقية ، بدرية طلبة ، رجاء حسين ، إنتصار.

## القصة
- في إطار كوميدي اجتماعي تدور احداث المِني سيت كوم حول عائلة (حاحا) ورب الأسرة (حاحا) الأب العاطل الذي يدخل في العديد من المشاريع التجارية الفاشلة التي تتسبب في معاناة أسرته المكونة من زوجته (مرتاحة) (بدرية طلبة) ، ووالدته (مصباحة) (نادية العراقية)، وابنائه (ساحة) و(سماحة) و(تمساحة).[4]

## طاقم التمثيل
- طلعت زكريا
- نادية العراقية
- بدرية طلبة
- رجاء حسين
- إنتصار
- عبد الله مشرف
- ميمي جمال
- نرمين ماهر

## إنتاج
- كتب طلعت زكريا قصة وسيناريو مسلسل، وكان مسلسل من أخراج رائد لبيب وإنتاج طلعت زكريا.